# Fototransistor
En fototransistor er en lysfølsom transistor. En almindelig type af fototransistor, kaldet en fotobipolar transistor er essentielt en bipolar transistor indpakket i et gennemsigtigt hus så at "lys" (inkl. infrarødt) kan nå basis-kollektor-overgangen.
Fototransistoren blev opfundet af Dr. John N. Shive ved Bell Labs i 1948,
men den blev ikke offentliggjort før 1950.
Elektronerne (eller elektronhullerne), som bliver genereret af fotoner i basis-kollektor-overgangen, bliver indsendt i basen - og denne fotodiodes strøm bliver forstærket af transistorens strømforstærkningsfaktor β (eller hfe). Hvis fototransistorens emitter ikke forbindes, opfører fototransistoren sig som en fotodiode.
Selvom fototransistoren har en højere respons overfor lys er de ikke mere lavlysfølsomme end fotodioder. Fototransistorer har også væsentlig længere responstid, hvilket er dårligt.
En felteffekt-fototransistor, også kendt som en fotoFET, er lysfølsomme felteffekttransistorer. I modsætning til fotobipolare transistorer, styres fotoFETs via drain-source strømmen ved at skabe en gate spænding.